# Iwamotochō
Iwamotochō (岩本町?) es un distrito Chiyoda, Tokio. Al 1 de abril de 2007 la población fue de 1,989 personas.
Este vecindario está al noreste de Chiyoda, El área de Iwamotochō y Kanda-Iwamotochō limita con Kanda-Sakumakaji y Kanda-Sakumachō al norte; Higashi-Kanda al este; Nihonbashi-Kodenmachō y Nihonbashi-Honchō, Chūō al sur; y Kanda-Sudachō, Kanda-Higashimatsushitachō, Kanda-Higashikonyachō, Kanda-Konyachō, Kanda-Nishifukudachō y Kanda-Mikurachō al oeste.
- Datos: Q3270466
- Multimedia: Iwamotochō / Q3270466